# Daniel Štefulj
Daniel Štefulj (Langenhagen, 8. studenog 1999.) hrvatski je nogometaš koji igra na poziciji lijevog beka. Trenutačno igra za Győr. Sin je bivšeg hrvatskog reprezentativca Danijela Štefulja.

## Klupska karijera

### Omladinska karijera
Tijekom svoje omladinske karijere igrao je za Međimurje Čakovec, Varaždin, Zagreb i Rijeku.

### Krško
Dana 10. srpnja 2018. godine, Rijeka ga je poslala na posudbu u Krško do kraja sezone. Za Krško je debitirao 29. srpnja u utakmici 1. SNL bez golova protiv Olimpije Ljubljane. U kupu je debitirao 19. rujna u 3:0 pobjedi nad Celjem.

### Varaždin
Od 6. kolovoza 2019. do 20. siječnja 2020., bio je posuđen Varaždinu. Četiri dana nakon što ga je Rijeka poslala na posudbu, debitirao je za Varaždin i to u utakmici 1. HNL protiv Intera Zaprešića koja je završila 2:2.

### Rijeka
Za Rijeku je debitirao u kupu 9. veljače 2020. godine kada je Rijeka igrala protiv Dinama te dobila 1:0. U 1. HNL debitirao je četiri dana kasnije protiv Slaven Belupa te je pritom asistirao Antoniju Mirku Čolaku za jedini gol na toj utakmici. Pobjedama u utakmica protiv ukrajinskog Kolos Kovalivke i Københavna, odveo je Rijeku u UEFA Europsku ligu 2020./21. Nastupao je u svih 6 utakmica grupne faze.

### Dinamo Zagreb
Dana 25. siječnja 2021. godine, prešao je u Dinamo Zagreb za milijun eura, no posuđen je Rijeci do kraja sezone već idući dan. Za Dinamo je debitirao 7. srpnja u kvalifikacijskoj utakmici UEFA Lige prvaka 2021./22. u kojoj je Dinamo pobijedio islandski Valur 3:2. U 1. HNL debitirao je 16. srpnja protiv Slaven Belupa od kojeg je Dinamo izgubio 0:2. U Hrvatskom nogometnom kupu je debitirao 27 rujna 2022. te pritom postigao tri asistencije u utakmici protiv kluba Borinci Jarmina koja je završila 0:4.

### Celje (posudba)
Dana 13. veljače 2023. Dinamo Zagreb posudio je Štefulja do kraja sezone Celju. Za Celje je debitirao 18. veljače u utakmici 1. SNL u kojoj je Celje igrao 2:2 s klubom Tabor Sežana.

### Slaven Belupo (posudba)
Dinamo je 2. kolovoza 2023. poslao Štefulja na posudbu u Slaven Belupo do kraja sezone. Za Slaven Belupo je debitirao 19. kolovoza u utakmici HNL protiv Istre 1961 koja je završila 2:2. U kupu je debitirao i ostvario svoj prvi klupski pogodak 20. rujna kada je kutinska Moslavina izgubila 2:4. Prvi ligaški pogodak za klub postigao je 18. svibnja 2024. kada je Slaven Belupo izgubio 2:3 od Dinama.

### Győr
Štefulja je Dinamo posudio Győru 27. kolovoza 2024. Za Győr je debitirao 31. kolovoza u utakmici bez golova protiv Diósgyőra u mađarskom prvenstvu. Svoja prva dva gola i prve dvije asistencije postigao je u svom debiju u kupu protiv Putnoka koji je eliminiran s 2:6. Tijekom sezone na posudbi ostvario je 6 golova i 10 asistencija u 30 nastupa u svim natjecanjima. Győr je otkupio Štefulja za 500 tisuća eura.

## Reprezentativna karijera
Od omladinskih selekcija Hrvatske, Štefulj je igrao samo za Hrvatsku do 21 i 23 godine. Za Hrvatsku do 21 godine debitirao je 1. studenog 2020. u 7:0 pobjedi protiv Litve.

## Priznanja

### Klupska
Rijeka
- Hrvatski nogometni kup (1): 2019./20.

Dinamo Zagreb
- 1. HNL/HNL (2): 2021./22., 2022./23.
- Hrvatski nogometni superkup (1): 2022.

## Vanjske poveznice
- Daniel Štefulj, Hrvatski nogometni savez
- Daniel Štefulj, Soccerway (engl.)
- Daniel Štefulj, Transfermarkt (engl.)